# 사문영 (승려)
사문영(沙門詠, ?~?)은 일본으로 망명한 백제의 승려이다.
백제가 멸망한 뒤인 669년에 일본으로 망명했다.
이후 그의 후손들은 일본에 정착하며, 다카오카씨의 성을 사용했다.